# Lituânia nos Jogos Olímpicos de Inverno de 2018
A Lituânia participou dos Jogos Olímpicos de Inverno de 2018, realizados na cidade de Pyeongchang, na Coreia do Sul.
O país fez sua nona aparição em Olimpíadas de Inverno, sendo que participa regularmente desde os Jogos de 1992, em Albertville. Sua delegação foi composta de nove atletas que competiram em três esportes.

## Desempenho

### Biatlo
Feminino
| Atleta              | Evento     | Final   | Final       | Final   |
| Atleta              | Evento     | Tempo   | Penalidades | Posição |
| ------------------- | ---------- | ------- | ----------- | ------- |
| Natalija Kočergina  | Velocidade | 25:16.2 | 5 (1+4)     | 80º     |
| Natalija Kočergina  | Individual | 45:09.1 | 1 (0+0+1+0) | 30º     |
| Diana Rasimovičiūtė | Velocidade | 24:00.8 | 1 (1+0)     | 65º     |
| Diana Rasimovičiūtė | Individual | 49:53.3 | 5 (1+2+0+2) | 75º     |

Masculino
| Atleta           | Evento           | Final   | Final       | Final   |
| Atleta           | Evento           | Tempo   | Penalidades | Posição |
| ---------------- | ---------------- | ------- | ----------- | ------- |
| Tomas Kaukėnas   | Velocidade       | 24:23.5 | 1 (0+1)     | 17º     |
| Tomas Kaukėnas   | Perseguição      | 34:31.8 | 2 (0+0+1+1) | 13º     |
| Tomas Kaukėnas   | Individual       | 55:38.4 | 6 (0+2+1+3) | 78º     |
| Tomas Kaukėnas   | Largada coletiva | 38:58.0 | 5 (2+0+2+1) | 30º     |
| Vytautas Strolia | Velocidade       | 25:32.4 | 2 (1+1)     | 49º     |
| Vytautas Strolia | Perseguição      | 37:47.3 | 4 (1+0+2+1) | 43º     |
| Vytautas Strolia | Individual       | 56:27.0 | 6 (0+2+1+3) | 82º     |

Misto
| Atleta                                                                 | Evento      | Final | Final       | Final   |
| Atleta                                                                 | Evento      | Tempo | Penalidades | Posição |
| ---------------------------------------------------------------------- | ----------- | ----- | ----------- | ------- |
| Natalija Kočergina Diana Rasimovičiūtė Tomas Kaukėnas Vytautas Strolia | Revezamento | LAP   | 8 (4+4)     | 19º     |

### Esqui alpino
Feminino
| Atleta              | Evento         | Descida 1 | Descida 2 | Total   | Pos. |
| ------------------- | -------------- | --------- | --------- | ------- | ---- |
| Ieva Januškevičiūtė | Slalom         | 57.30     | 57.25     | 1:54.55 | 43º  |
| Ieva Januškevičiūtė | Slalom gigante | 1:26.38   | 1:20.64   | 2:47.02 | 54º  |

Masculino
| Atleta          | Evento         | Descida 1 | Descida 2 | Total   | Pos. |
| --------------- | -------------- | --------- | --------- | ------- | ---- |
| Andrej Drukarov | Slalom         | 59.40     | 1:07.77   | 2:07.17 | 41º  |
| Andrej Drukarov | Slalom gigante | 1:19.98   | 1:18.21   | 2:38.19 | 59º  |

### Esqui cross-country
Feminino
| Atleta            | Evento      | Final   | Final |
| Atleta            | Evento      | Tempo   | Pos.  |
| ----------------- | ----------- | ------- | ----- |
| Marija Kaznačenko | 10 km livre | 30:44.2 | 73º   |

Masculino
| Atleta                            | Evento                 | Clássico | Clássico | Livre       | Livre       | Semifinal   | Semifinal   | Final       | Final       |
| Atleta                            | Evento                 | Tempo    | Pos.     | Tempo       | Pos.        | Tempo       | Pos.        | Tempo       | Pos.        |
| --------------------------------- | ---------------------- | -------- | -------- | ----------- | ----------- | ----------- | ----------- | ----------- | ----------- |
| Mantas Strolia                    | 15 km livre            |          |          |             |             |             |             | 40:31.4     | 94º         |
| Mantas Strolia                    | 30 km skiathlon        | 47:04.4  | 65º      | LAP         | LAP         |             |             | LAP         | 63º         |
| Mantas Strolia                    | 50 km clássico         |          |          |             |             |             |             | LAP         | LAP         |
| Mantas Strolia                    | Velocidade individual  | 3:31.11  | 64º      | Não avançou | Não avançou | Não avançou | Não avançou | Não avançou | Não avançou |
| Modestas Vaičiulis                | 15 km livre            |          |          |             |             |             |             | 40:53.0     | 96º         |
| Modestas Vaičiulis                | Velocidade individual  | 3:21.10  | 44º      | Não avançou | Não avançou | Não avançou | Não avançou | Não avançou | Não avançou |
| Mantas Strolia Modestas Vaičiulis | Velocidade por equipes |          |          |             |             | 17:41.73    | 12º         | Não avançou | Não avançou |

Legenda
| Recorde mundial      | Recorde mundial (World record)               |                       | Recorde africano                      | Recorde africano (African) |                                           | Q | Classificado por posição (Qualified) |
| Recorde olímpico     | Recorde olímpico (Olympic record)            | Recorde da América    | Recorde da América (Americas)         | q                          | Classificado por melhor tempo (Qualified) |   |                                      |
| Melhor marca do ano  | Melhor marca do ano (World leading)          | Recorde asiático      | Recorde asiático (Asian)              | DNS                        | Não largou (Did not start)                |   |                                      |
| Recorde nacional     | Recorde nacional (National record)           | Recorde europeu       | Recorde europeu (European)            | DNF                        | Não terminou (Did not finish)             |   |                                      |
| Recorde pessoal      | Recorde pessoal do atleta (Personal best)    | Recorde da Oceania    | Recorde da Oceania (Oceania)          | DSQ / DQ                   | Desclassificado (Disqualified)            |   |                                      |
| Recorde da temporada | Recorde da temporada do atleta (Season best) | Recorde sul-americano | Recorde sul-americano (South America) | NM                         | Sem marca (No mark)                       |   |                                      |